# Список синглов № 1 в чарте Easy Listening в 1961 году (Billboard)
Список синглов № 1 в чарте Easy Listening (ныне — Adult Contemporary) в 1961 году по версии журнала Billboard включает в себя самые популярные песни жанра Easy listening (а также граничащие жанры). 1961 — первый год публикации чарта. Всего в дебютный год чарт возглавили семь песен.
В выпуске от 17 июля первую строчку занял Брук Бентон с песней «Boll Weevil Song», параллельно он возглавлял чарт Hot R&B Sides, а также находился на второй строчке «горячей сотни». Это был его единственный лидер в чарте. В общей сложности он провёл три недели на вершине, пока 7 августа не был смещен Конни Фрэнсис с песней «Together».
Самым продолжительным хитом номер один в 1961 году был сингл «Big Bad John» Джимми Дина, который провел последние десять недель года на первом месте. Песня была мульти-жанровой, поэтому смогла также возглавить чарты Hot Country Singles и Hot 100. Это была одна из трёх песен, которая смогла возглавить данный чарт и поп-чарт наряду с «Wooden Heart» Джо Доуэлла и «Michael» The Highwaymen в тот год.

## Список синглов № 1
| Дата        | Название песни             | Артист(ы)                   | Прим.  |
| ----------- | -------------------------- | --------------------------- | ------ |
| 17 июля     | «Boll Weevil Song»         | Брук Бентон                 | [ 1 ]  |
| 24 июля     | «Boll Weevil Song»         | Брук Бентон                 | [ 2 ]  |
| 31 июля     | «Boll Weevil Song»         | Брук Бентон                 | [ 3 ]  |
| 7 августа   | «Together»                 | Конни Фрэнсис               | [ 4 ]  |
| 14 августа  | «Wooden Heart»             | Джо Доуэлл                  | [ 5 ]  |
| 23 августа  | «Wooden Heart»             | Джо Доуэлл                  | [ 6 ]  |
| 28 августа  | «Wooden Heart»             | Джо Доуэлл                  | [ 7 ]  |
| 4 сентября  | «Michael»                  | The Highwaymen              | [ 8 ]  |
| 11 сентября | «Michael»                  | The Highwaymen              | [ 9 ]  |
| 18 сентября | «Michael»                  | The Highwaymen              | [ 10 ] |
| 25 сентября | «Michael»                  | The Highwaymen              | [ 11 ] |
| 2 октября   | «Michael»                  | The Highwaymen              | [ 12 ] |
| 9 октября   | «Mexico»                   | Bob Moore and his Orchestra | [ 13 ] |
| 16 октября  | «Sad Movies (Make Me Cry)» | Сью Томпсон                 | [ 14 ] |
| 23 октября  | «Big Bad John»             | Джимми Дин                  | [ 15 ] |
| 30 октября  | «Big Bad John»             | Джимми Дин                  | [ 16 ] |
| 6 ноября    | «Big Bad John»             | Джимми Дин                  | [ 17 ] |
| 13 ноября   | «Big Bad John»             | Джимми Дин                  | [ 18 ] |
| 20 ноября   | «Big Bad John»             | Джимми Дин                  | [ 19 ] |
| 27 ноября   | «Big Bad John»             | Джимми Дин                  | [ 20 ] |
| 4 декабря   | «Big Bad John»             | Джимми Дин                  | [ 21 ] |
| 11 декабря  | «Big Bad John»             | Джимми Дин                  | [ 22 ] |
| 18 декабря  | «Big Bad John»             | Джимми Дин                  | [ 23 ] |
| 25 декабря  | «Big Bad John»             | Джимми Дин                  | [ 24 ] |